# (37644) 1994 BN3
1994 BN3 (asteroide 37644) é um asteroide da cintura principal. Possui uma excentricidade de 0.17207580 e uma inclinação de 2.70188º.
Este asteroide foi descoberto no dia 16 de janeiro de 1994 por Eric Walter Elst e Christian Pollas em Caussols.